# Фізико-механічний інститут імені Г. В. Карпенка НАН України
Фізико-механічний інститут ім. Г.В. Карпенка НАН України  (ФМІ ім. Г.В. Карпенка, м. Львів) відомий в Україні й у світі як науково-дослідницький центр у галузі механіки руйнування і міцності матеріалів, фізико-хімічних процесів корозії, неруйнівного контролю дефектності матеріалів та технічної діагностики конструкцій та середовищ і входить до складу Відділення фізико-технічних проблем матеріалознавства  Національної академії наук України.

## Історія
Фізико-механічний інститут ім. Г. В. Карпенка НАН України (ФМІ ім. Г. В. Карпенка) заснований у 1951 році на базі діючих тоді у Львові установ АН Української РСР і АН СРСР. Наказом по Львівському філіалу АН УРСР встановлено дату початку роботи Інституту 1 червня 1951 року. Початково назва Інституту: "Інститут машинознавства та автоматики АН УРСР". У 1964 році – перейменований на Фізико-механічний інститут, а у 1980 році ФМІ присвоєно ім’я академіка Георгія Карпенка (1910–1977), який очолював Фізико-механічний інститут з 1952 по 1971 рік, на вшанування його заслуг перед наукою та Інститутом й з нагоди 90-річчя від дня  народження вченого.
Сьогодні ФМІ ім. Г.В. Карпенка відомий в Україні і у світі як науково-дослідницький центр у галузі механіки руйнування і міцності матеріалів, фізико-хімічних процесів корозії, неруйнівного контролю дефектності матеріалів та технічної діагностики конструкцій і середовищ.
Вагомий внесок у заснування інституту та подальший його розвиток зробили: Г.М. Савін, Г.В. Карпенко, М.М. Шумиловський, К.Б. Карандєєв, М.Я. Леонов, Я.С. Підстригач, В.М. Михайловський, Г.Г. Максимович, О.М. Романів, Ю.І. Бабей, Б.І. Блажкевич, Л.Я. Мізюк, О.Я. Ярема й низка інших відомих вчених.
В інституті створено теорію адсорбційної та водневої втоми сталей, розвинуто теорію граничної рівноваги деформівних тіл із дефектами типу тріщин, що заклало основи нового напрямку в механіці матеріалів, розвинуто новий науковий напрям – фізико-хімічну механіку руйнування та міцності матеріалів, опрацьовано нові методи локальної зміцнювальної термообробки зварних швів і поверхневого зміцнення деталей машин, створено нові прилади та системи для дослідження космічних об'єктів.
Суттєвого розвитку в інституті набули математична теорія дифракції хвиль, теорії сигналів і електричних кіл. Вченими ФМІ запропоновано нові методи обробки зображень, відбору і перетворення сигналів, підвищення їх завадостійкості при геофізичних та космічних дослідженнях.
Результати виконаних в інституті наукових досліджень опубліковано у понад 300 монографіях, серед яких, зокрема, 15-томна фундаментальна праця «Механіка руйнування та міцність матеріалів».
Фахівці інституту зробили вагомий внесок у розв’язання великомасштабних науково-технічних проблем, серед яких: розробка та атестація високоміцних та корозійнотривких металічних матеріалів для суднобудівної та енергетичної промисловості; розробка конструкцій і технологій виготовлення породоруйнівного шарошкового інструменту для вугільної промисловості; створення та організація виробництва комплексу апаратури для розвідки і оцінювання запасів корисних копалин; атестація конструкційних матеріалів для космічної техніки, що контактує з водневовмісними середовищами; розробка та виготовлення апаратури для керування космічними апаратами; організація вітчизняного виробництва тепло- та корозійнозахищених труб для комунального господарства України; розроблення ефективних неруйнівних методів і засобів для надійної експлуатації авіаційної техніки; створення апаратури для діагностики стану підземних комунікацій та реалізація ін’єкційних технологій відновлення пошкоджених елементів будівельних конструкцій.
Наукові та науково-технічні розробки інституту відзначено Державними преміями СРСР у галузі науки і техніки, Ради Міністрів СРСР, Державними преміями України у галузі науки і техніки, іменними преміями НАН. 

## Керівництво
Директор ФМІ ім. Г.В. Карпенка – НАЗАРЧУК ЗІНОВІЙ ТЕОДОРОВИЧ, академік НАН України, д.ф-м.н., проф., лауреат Державної премії України у галузі науки і техніки, премії ім. К.Д. Синельникова НАН України, заслужений діяч науки і техніки України. Відомий вчений у галузі технічної діагностики, міцності і неруйнівного контролю матеріалів.
З.Т. Назарчук автор теорії взаємодії зондувальної хвилі з системою довільних тріщиноподібних макродефектів конструкційного матеріалу. Створив теорію неруйнівного контролю дефектності матеріалу, засновану на математично коректному врахуванні дифракційної взаємодії зондувальних фізичних полів із системою тріщиноподібних дефектів. Суттєво розширив теорію резонансного розсіяння хвиль на дефектах матеріалу. Зробив значний науковий внесок у розвиток чисельно-аналітичних методів розв’язування сингулярних операторних рівнянь математичної фізики, побудував аналітичні розв’язки ряду змішаних крайових задач, що складають еталонну базу для діагностування стану об’єктів.
Автор та співавтор понад 350 наукових робіт, у тому числі 10 монографій.
Почесний директор ФМІ ім. Г.В. Карпенка – Панасюк Володимир Васильович, академік НАН України, д.т.н., проф., заслужений діяч науки і техніки України, Лауреат Державної премії України в галузі науки і техніки, очолював Інститут з 1971 по2014 рік.
В.В. Панасюк зробив вагомий науковий внесок у формування основ теорії крихкого руйнування та міцності матеріалів, а також у становлення львівської школи механіків-матеріалознавців. Йому належать важливі наукові здобутки з проблем напружено-деформованих станів і граничної рівноваги пружно-пластичних тіл з тріщинами, контактних задач теорії пружних тіл, задач фізико-хімічної механіки матеріалів і водневого матеріалознавства.
В.В. Панасюк є автором понад 600 наукових публікацій, у тому числі 17 монографій. Серед них — перша у Східній Європі монографія "Гранична рівновага крихких тіл з тріщинами" (1968), яка відіграла особливо важливу роль у формуванні нового наукового напрямку в науці про міцність матеріалів і конструкцій.
Заступник директора з наукової роботи – СКАЛЬСЬКИЙ ВАЛЕНТИН  РОМАНОВИЧ, д.т.н., проф., член-кореспондент НАН України., Заслужений діяч науки і техніки України, лауреат Державної премії України в галузі науки і техніки.
В.Р. Скальський відомий вчений у галузі механіки руйнування, матеріалознавства, неруйнівного контролю та технічної діагностики виробів і елементів конструкцій. Він розробив теоретико-експериментальні засади неруйнівного визначення об’ємної пошкодженості конструкційних матеріалів, застосовуючи її акустико-емісійну міру, ефективність якої підтвердив на різних матеріалах, у тому числі деградованих під дією воднево-механічного чинника. Запропонував новий метод визначення довговічності феромагнетних елементів конструкцій тривалого експлуатування за параметрами їх взаємодії з квазістатичним зовнішнім магнетним полем і вперше встановив явище зростання активності магнетопружної акустичної емісії під впливом водню низьких концентрацій у маловуглецевих сталях.
Автор і співавтор 15 монографій, 5 науково-технічних посібників, 2 підручників та понад 300 наукових статей.

## Діяльність
Інститут є розробником передових технологій в галузі фізико-хімічної механіки руйнування та міцності матеріалів, корозії металів та їх протикорозійного захисту, неруйнівного контролю і діагностики властивостей матеріалів, середовищ і конструкцій.
Неруйнівний контроль та технічна діагностика матеріалів є одним з найбільш поширених сучасних підходів до запобігання руйнуванню конструкцій. Конкурентноздатні розробки ФМІ в цій галузі дають змогу проводити широкий спектр досліджень з визначення залишкового ресурсу об’єктів тривалої експлуатації.
Інститут веде розробку передових технологій, методів та засобів технічної діагностики елементів конструкцій промислових об’єктів тривалої експлуатації з використанням вихрострумової, ультразвукової, акусто-емісійної, магнітної та вібраційної дефектоскопії.
Фахівці інституту проводять контроль відповідального обладнання енергетичної, будівельної, нафто- та газотранспортної галузей промисловості з метою своєчасного запобігання їх виходу з ладу на основі власних унікальних методик, та спеціального обладнання. Науковці ФМІ використовують також спеціальне устаткування для проведення ремонтних та профілактичних робіт в особливо складних умовах.
Особливість методик та технологій полягає у врахуванні впливу на міцність та довговічність елементів конструкцій  реальних умов їх експлуатації (агресивних і небезпечних середовищ, високих та низьких тисків, температур, дії за цих умов водню, сірководню, рідких металів тощо) для прогнозування роботоздатності  та ресурсу експлуатації конструкцій.
Розроблені в інституті технології та обладнання дають змогу відновити дороговартісне устаткування за допомогою електродугового напилення, а також продовжити термін експлуатації шляхом нанесення корозійнотривких та зносостійких титанових, оксидокерамічних, нанокристалічних покривів. Розробки ведуться для різних класів матеріалів. Інститут пропонує також сучасні технологічні схеми захисту поверхонь від корозії з використанням спеціально розроблених лако-фарбових покриттів з попереднім гідроабразивним очищенням поверхні.
У ФМІ розробляються унікальні ін’єкційні технології  заліковування дефектів типу тріщин у бетонних, залізобетонних та цегляних конструкціях із застосуванням текучих поліуретанових композицій з метою оперативного відновлення їх несучої здатності. В рамках відповідних інноваційних проектів в інституті розроблено та виготовлено пересувні діагностично-відновлювальні лабораторії, що можуть бути ефективно використані у складних умовах реновації міських підземних інженерних споруд, пам’яток архітектури, мостів, дамб тощо.
Інститут широко співпрацює з відомими українськими та зарубіжними підприємствами, бере участь у виконанні великомасштабних технологічних проектів і цільових програм.
В галузі літакобудування ведеться активна співпраця з українським АНТК "Антонов", зокрема, в рамках розробки і впровадження у виробництво нових методів оцінювання довговічності силових елементів конструкцій літаків серії "АН". Крім того, протягом останніх восьми років в АНТК "Антонов" та підприємствах, що експлуатують авіаційну техніку, успішно використовуються та внесені до технічного регламенту обслуговування вихрострумові дефектоскопи, розроблені у ФМІ НАН України.
Інститут веде постійну співпрацю з підприємствами НАК "Нафтогаз України", низкою українських ТЕС та АЕС, у рамках якої виконує експертну оцінку залишкового ресурсу експлуатації, моніторинг та заходи з відновлення відповідальних вузлів та деталей – трубопроводів, вентилів, роторів, систем охолодження тощо.
Органічне поєднання фундаментальних та прикладних досліджень у галузі матеріалознавства, механіки руйнування та міцності матеріалів і конструкцій, корозії та технічної діагностики на базі широкого використання інформаційних технологій забезпечує інститутові передові позиції у вітчизняній та світовій науці у цій проблематиці.
Фізико-механічний інститут ім. Г.В. Карпенка НАН України є головною установою в Україні з наукової проблеми “Фізико-хімічна механіка матеріалів” та науково-технічної проблеми “Корозія і протикорозійний захист металів”. З цих проблем діють наукові ради, які здійснюють координацію наукової діяльності у відповідних галузях досліджень.
Інститут залучений до роботи у Науково-навчальному центрі з правами відділення цільової підготовки Національного університету "Львівська політехніка" та Західного наукового центру НАН України і МОН України, який створено на виконання спільних постанови Президії НАН України №302 та рішення Колегії МОН України № 14/1-13 від 22.11.2006 р. "Про поглиблення інтеграції освіти і науки в сучасних умовах".
Метою діяльності такого центру є організація цільової підготовки фахівців з підвищеним творчим потенціалом для установ НАН України, вищих навчальних закладів та науково-виробничих об'єднань для забезпечення кадрового супроводу розробок НАН України та Національного університету "Львівська політехніка", а також проведення спільних наукових досліджень.
Інститут здійснює міжнародну науково-технічну співпрацю в рамках двосторонніх міжнародних угод в галузі науки, а також виконував роботи за проектами УНТЦ, INTAS, Royal Society Collaborative Grant, грант NATO (Collaborative Linkage Grant), Міжнародний грант Українсько-корейського центру, грант ICDD (Міжнародного Центру дифракційних баз даних) (в середньому 10 проектів щорічно).
На замовлення Європейського Офісу Аерокосмічних Досліджень і Розробок виконано партнерський проект УНТЦ „Вплив хроматвмісних та безхроматних органічних покриттів на корозійну втому алюмінієвого сплаву”, у результаті виконання якого було обґрунтовано можливість і доцільність заміни токсичних хроматних інгібіторів в полімерних покриттях синергічними композиціями іонообмінних інгібувальних пігментів.
За підтримки Міністерства освіти та науки України разом з Інститутом прецизійної механіки (Варшава, Польща) виконано українсько-польський науково-дослідний проект „Синергічні системи покриттів як альтернатива хроматуванню та хроматвмісним пігментам. Розробка, випробування та застосування”.
Інститут активно реалізує положення угоди про науково-технічну співпрацю між ФМІ НАН України, Інститутом прикладних проблем механіки і математики ім.Я.С.Підстригача НАН України та Хемніцьким технічним університетом (Німеччина), в рамках якої проводяться дослідження щодо будови і властивостей газотермічних покриттів з використанням порошкових дротів, відбувається обмін досвідом в галузі інженерії поверхні.
На замовлення Техаського Інституту Науки (США) протягом 2011-2012 років виконувався дослідницький проект „Вивчення проблеми корозійного руйнування алюмінієвої опори для глибоководних робіт”. Дослідженнями встановлено причини корозійного руйнування технологічних металоконструкцій для глибоководних бурових робіт, виготовлених з алюмінієвого сплаву. Розроблено рекомендації для  підвищення їх терміну експлуатації у морській воді.
Налагоджено тісне науково-технічне співробітництво з Інститутом фізичної хімії Польської академії наук (Варшава, Польща), який виступило контрагентом міжнародного контракту №345 “Дослідження впливу експлуатаційної деградації сталей магістральних трубопроводів на їх властивості у об’ємі” з організацією “Венеційські Технології” (Італія); Об’єднаним дослідним центром Європейської Комісії (Інститут енергії, Петтен (Нідерланди).
З зазначеними організаціями налагоджено тривале співробітництво, яке має перспективи розширення, як з точки зору укладання міжнародних контрактів, так і виконання проектів Європейської Комісії.
Підготовлений, поданий і прийнятий для проходження конкурсу в рамках Програми добросусідства Польща–Україна–Білорусь INTERREG IIIA/TACIS CBC проект “Створення транскордонної мережі моніторингу ґрунтових екосистем на території української частини Міжнародного біосферного резервату (МБР) “Західне Полісся“, в якому, крім ФМІ, як партнери беруть участь Інститут агрофізики ім. Б. Добжанскего Польської академії наук в Любліні (Польща) та Шацький національний природний парк (Україна).
В результаті співпраці з Корейським інститутом матеріалознавства було розроблено основи технологій поверхневого зміцнення промислових титанових сплавів у контрольованих кисеньвмісних і вакуумних середовищах, які дозволяють регульовано змінювати структурно-фазовий стан поверхневих шарів і забезпечують високий рівень зносо- і корозійної тривкості та широке декоративне застосування виробів.
Інститут здійснював також окремі дослідницькі та експериментальні роботи у співпраці з такими зарубіжними науковими центрами: Об'єднаний Центр Європейського Союзу (м. Петтен, Нідерланди); Варшавська Політехніка (м. Варшава, Польща); Інститут дослідження матеріалів (м. Геєстахт, Німеччина); Шеффілдський Халлам Університет (Велика Британія).
З зазначеними організаціями налагоджено тривале співробітництво, яке має перспективи розширення, як з точки зору укладання міжнародних контрактів, так і виконання проектів Європейської Комісії.
Інститут виступає організатором низки міжнародних конференцій та симпозіумів, зокрема за ініціативи Фізико-механічного інституту було підписано рамкову угоду про співпрацю між Національною академією наук України та Європейським товариством цілісності конструкцій (ESIS). Як додаток до цієї угоди увійшла Програма з наукової та технічної співпраці на 2010-2014 роки.
Коштом фінансової підтримки INTAS ФМІ виступив співорганізатором  Європейської літньої школи з втоми і руйнування (The First European Summer School of Fatigue and Fracture (ESSFF1) Польсько-українсько-німецької літньої школи з механіки руйнування (The Ninth Polish-Ukrainian-German Summer School of Fracture Mechanics (SSFM9).
Фізико-механічним інститутом ім. Г. В. Карпенка НАН України разом з Українською асоціацією корозіоністів проведено низку Міжнародних конференцій-виставок з проблем корозії та протикорозійного захисту конструкційних матеріалів «КОРОЗІЯ». Сумарно на конференціях розглянуто понад 550 секційних і стендових доповідей науковців і виробничників з України, а також з Великої Британії, Індії, Італії, Німеччини, Польщі, Португалії, Туреччини, Японії, країн СНД та інших. Ці конференції, єдині в Україні з цієї галузі науки, сприяють ознайомленню науковців і виробничників з новими досягненнями в галузі протикорозійного захисту.
Аналіз представлених доповідей був використаний для підготовки аналітичної записки про стан протикорозійного захисту металофонду України для Президії НАН  та РНБО України. Аналітична записка була розглянута на засіданні Міжвідомчої комісії з питань науково-технологічної безпеки при РНБО України. Комісія відзначила виняткову важливість проблеми захисту металоконструкцій від корозії та рекомендувала Кабінетові Міністрів разом з Національною академією наук України розробити та затвердити державну цільову програму ресурсозбереження та захисту від корозії конструкційних матеріалів у базових галузях промисловості України на період до 2015 року.
У інституті значна увага приділяється розвитку експериментальної бази, зокрема: 
- функціонуванню	радіоінтерферометра УРАН-3, який є	національним надбанням України;
- розвитку	досліджень в галузі екологічного	моніторингу Шацького  Національного	природного парку в рамках діяльності	Шацької міжвідомчої науково-дослідної	лабораторії, яка створена згідно з	постановами Бюро ВФТПМ та Бюро Президії	НАН України;
- створено	центр колективного користування	науковими приладами „Центр електронної	мікроскопії та рентгенівського	мікроаналізу”, придбаними за кошти	НАН України.

За результатами багаторічних спільних наукових досліджень українських, білоруських та польських вчених створено міжнародний транскордонний біосферний заповідник ЮНЕСКО «Західне Полісся». Відповідна міжурядова білорусько-польсько-українська угода стосовно створення і забезпечення функціонування цього заповідника була підписана 28 жовтня 2011 року міністрами навколишнього середовища трьох країн.
Функціонування транскордонного біосферного заповідника ЮНЕСКО «Західне Полісся» сприятиме вирішенню проблеми збереження унікальних природних комплексів Полісся та забезпечення сталого розвитку регіону.
Окрім того важливою складовою праці науковців інституту є практика впровадження прикладних наукових розробок в промислову експлуатацію через успішну реалізацію цільових інноваційних проектів, а також через госпрозрахункові структури інституту – ДПІЦ "Техноресурс", ДПІЦ "Львівантикор", ДМП "Газотермік".

## Науковий потенціал
Інститут структурно складається з 16-ти наукових відділів та 6-ти науково-дослідних лабораторій. На сьогодні в інституті працює понад 400 співробітників, серед них 7 членів НАН України,  36 докторів та 106 кандидатів наук.
На базі Фізико-механічного інституту функціонують наукові школи з проблем:
- механіки	руйнування матеріалів і міцності	конструкцій;
- теорії	та методів неруйнівного контролю	властивостей матеріалів і діагностика	стану елементів конструкцій;
- корозії	та захисту металів від корозії;
- інженерії	формування властивостей поверхні	конструкційних матеріалів.

Ці школи реалізують свою діяльність через наукові семінари, які очолюють відповідно: академіки НАН України З.Т. Назарчук, В.В. Панасюк, члени-кореспонденти НАН України В.Р. Скальський, В.І. Похмурський, І.М. Дмитрах, В.М. Федірко, О.Є. Андрейків, а також доктори наук О.П. Осташ і Г.М. Никифорчин.
В інституті функціонує створений з ініціативи Ради молодих науковців та спеціалістів ФМІ науково-навчальний семінар молодих спеціалістів: „Наукові школи ФМІ – естафета поколінь” (керівники: д.х.н. І. Ю. Завалій, д.т.н. О.І. Яськів, к.т.н. А. Т. Синявський).
Понад 20 співробітників інституту є членами міжнародних організацій та комітетів, цілий ряд з них входять до їх керівних органів:
- академік	НАН України В.В. Панасюк є директором	виконавчої ради ICF, з 1997 – член міжнародної	редколегії журналу “Fatigue and Fracture of	Engineering Materials and Structures”, член Ради ESIS;
- проф.	Г. М. Никифорчин – голова підкомітету	з водневої деградації матеріалів ТК	10 ESIS.
- чл.-кор	НАН України В. І. Похмурський – член	міжнародної ради корозіоністів (ICC),	міжнародного товариства електрохіміків	(ISF), Європейської корозійної федерації	(EFC).

## Членство в наукових спільнотах
Фізико-механічний інститут з 1992 р. є членом Європейського товариства з цілісності конструкцій (ESIS), а з 1993 р. – Міжнародного конгресу з руйнування (ICF). Інститут входить також до Європейської корозійної федерації (EFC) і Міжнародного радіосоюзу (URSI). 
Часописи
З 1965 р. інститут видає журнал “Фізико-хімічна механіка матеріалів”, який став провідним періодичним виданням з проблем фізико-хімічної механіки крихкого руйнування, впливу робочих середовищ на міцність матеріалів, теорії і технологій протикорозійного захисту тощо. ЧасопиФс перевидається англійською мовою видавництвом “Springer” під назвою “Materials Science”.
Інститут видає міжвідомчий збірник наукових праць “Відбір та обробка інформації” – авторитетний друкований орган у галузі теорії взаємодії фізичних полів з неоднорідними середовищами, інформаційних технологій та вимірювальних систем. 

## Висновки
Впродовж усього періоду діяльності Інституту його науковці велику увагу приділяли розвитку фундаментальних досліджень з профілюючих наукових напрямків, написанню та публікації синтезуючих монографічних праць і підготовці наукових спеціалістів як основи формування львівських наукових шкіл з проблем механіки матеріалів і матеріалознавства.
За понад 60 років діяльності Інституту його співробітниками захищено понад 90 докторських та 615 кандидатських дисертації, видано 298 монографій. Отримано понад 1700 авторських свідоцтв та патентів. Наукові та науково-технічні розробки Інституту відзначено двома Державними преміями СРСР, вісьмома Державними преміями України, трьома преміями Ради Міністрів СРСР, понад двадцятьма преміями Академії наук України.